# Johanna Hedberg
Lena Johanna Hedberg, född 9 augusti 1989 i Mariestad, är en svensk skådespelare, manusförfattare och sångerska.

## Biografi
Hedberg hade huvudrollen som Estelle i Inför lyckta dörrar på Folkteatern 2011 och startade teaterscenen på Alfons Åbergs Kulturhus i Göteborg under hösten 2012.
Hon spelade mot bland annat Michael Nyqvist och Dominic Monaghan i rollen som Sandra i tv-serien The Hundred Code på HBO Nordic.  
2015 startade hon varumärket TanjaVera Produktion tillsammans med kollegan Frida Thelin och har synts i en rad olika projekt tillsammans. De blev nominerade i https://komm.se/tavlingar/content-awards/ för bästa webb-tv-serie. 2023 hade deras film Grow Up premiär på Short film corner i Cannes.
Våren 2016 vann kortfilmen Family Pack publiken pris under Frame filmfestival i Göteborg. Manus, regi och skådespeleri.

## Filmografi
- 2015 The Hundred Code (tv-serie)
- 2016 Kommissarien och havet (tv-serie)
- 2016 Family Pack (manus, regi, skådespelare)
- 2016 John Hron (film)
- 2017 Utan hud (film)
- 2018 Tanja Vera - The moderna Story
- 2018 Tanja Vera - The moderna Story säsong 2 (tv-serie)
- 2020 Åreakuten (tv-serie)
- 2020 Väx Upp (short)
- 2020 Drottningarna (tv-serie)
- 2023 Bullets (film)
- 2024 Helikopterrånet (tv-serie)

## Teater
- 2011 Inför lyckta dörrar Folkteatern
- 2012 Mäster Olof Göteborgs dramatiska teater
- 2012 Godnatt Alfons Åberg Alfons Åbergs Kulturhus
- 2013 Samtalan Masthugsteatern